# Центральный банк Тимор-Лесте
Центральный банк Тимор-Лесте (порт. Banco Central de Timor-Leste) — центральный банк Демократической Республики Тимор-Лесте.

## История
В 1906 году в Макао начат выпуск банкнот Национального заморского банка, обращавшихся и на Тиморе. В апреле 1912 года в Дили открыто Агентство Национального заморского банка, начавшее выпуск банкнот для португальского Тимора.
В 1975 году, после индонезийской оккупации Восточного Тимора, территория была включена в зону деятельности Банка Индонезии.
В октябре 1999 года Переходной администрацией ООН создан Центральный платёжный офис. Офис выполнял роль казначейства Переходной администрации, а также осуществлял лицензирование банков и иные функции. 30 ноября 2001 года Центральный платёжный офис преобразован в Банковское и платёжное управление Восточного Тимора. Его функции были расширены, в сферу компетенции были включены: лицензирование и надзор за страховыми компаниями, опубликование финансовой и банковской статистики и иной экономической информации, выпуск монет и другие функции.
После провозглашения независимости в 2002 году Банковское и платёжное управление начало выполнять функции центрального банка.
13 сентября 2011 года принят закон о создании Центрального банка Тимор-Лесте.